# Anna Foà
Anna Foà (Roma, 16 gennaio 1876 – 1944) è stata un'entomologa italiana, una delle prime donne a ottenere l'insegnamento di ruolo nell'Università italiana nella prima metà del Novecento, fino all'espulsione nel 1938 in conseguenza delle leggi razziali fasciste.

## Biografia
Anna Foà nacque a Roma nel 1876 da Massimo Foà ed Ester Lattes, una coppia ebraica. Si laureò in entomologia all'Università di Roma con una tesi sul polimorfismo sessuale di alcuni acari. Suo relatore fu il celebre zoologo ed entomologo Giovanni Battista Grassi, docente di anatomia comparata, con il quale la Foà da laureata collaborerà per molti anni a Roma nello studio di alcuni protozoi presenti nell'intestino delle termiti e come assistente nelle attività di docenza nel corso di entomologia agraria. Tra il 1907 e il 1912 apparve una lunga di serie di articoli e pubblicazioni a firma di entrambi.
Già nel 1905 alla Foà venne affidata, nel laboratorio di Fauglia (Pisa), la responsabilità di condurre esperimenti e lavori di osservazione finalizzati alla lotta contro la Daktulosphaira vitifoliae o filossera della vite. 
In seguito alla pubblicazione dei risultati delle proprie ricerche nel 1912 e 1916, Anna Foà ottenne nel 1917 la libera docenza all'università e la nomina di delegata fitopatologica al Ministero dell'Agricoltura e il Commercio con il compito di vigilare sulle importazioni ed esportazioni dei vegetali. 
Nel 1920, Foà vinse  il concorso a professore ordinario di bachicoltura sia presso la Scuola superiore di agricoltura di Perugia sia in quella di Portici in Campania, ove si trasferirà nel 1921.
Nel 1924 arrivò la nomina a professoressa ordinaria presso l'Università di Napoli alla cattedra di bachicoltura e apicoltura. Fu una delle pochissime donne a raggiungere tale traguardo nell'Italia del tempo. Per 15 anni, nel prestigioso incarico, continuerà la sua attività di ricerca e di docenza.
Con l'approvazione delle leggi razziali fasciste del 1938, Foà venne estromessa dall'insegnamento universitario e dalla Società dei Naturalisti Italiani; fu l'unica donna tra i 96 docenti di ruolo ebrei cacciati dall'Università italiana. Una quindicina di altre sue colleghe donne persero la libera docenza.  
Morì nel 1944.

## Opere principali di Anna Foà
- Riassunto teorico-pratico della biologia della fillossera della vite (Roma: Tip. Nazionale di G. Bertero e C., 1912)
- Studio sul polimorfismo unisessuale del rhizoglyphus echinopus (Roma: Tip. R. Accademia dei Lincei, 1916)
- Relazione sugli allevamenti di alcune razze di bachi da seta provenienti dalla missione Mari (Portici: Tip. E. Della Torre, 1919)
- Lezioni di genetica (Napoli: Lit. Pietro Torquato, 1924; II ed. Portici: G.U.F., 1931; III ed. 1934)